# Parque Warner Madrid
Parque Warner de Madrid è un parco tematico situato a 25 km a sud est di Madrid, in Spagna, nel comune di San Martín de la Vega. Il parco è stato aperto il 6 aprile 2002, ed è diviso in 5 aree tematiche ambientate nei film della Warner Bros., nei suoi cartoni animati, e nei film e cartoni animati della DC Comics, nonché in varie aree degli Stati Uniti, come le spiagge della California, Los Angeles e New York. Le sue scenografie sono stati oggetto di riprese per programmi televisivi e video musicali di artisti come David Bustamante e Hugo Salazar. Dal 2014 il complesso comprende anche un parco acquatico, Parque Warner Beach.
Nel 2018 il parco è stato visitato da 2,18 milioni di visitatori, che lo hanno reso il tredicesimo parco divertimenti più visitato in Europa.

## Storia
A metà e fine degli anni '90, tutta l'Europa vide una rapida diffusione di nuovi parchi di divertimento. Allo stesso tempo, il mercato americano sembrava dare segni di saturazione e diverse compagnie iniziarono a cercare di espandere la loro attività in altri continenti, come nel caso di Six Flags, allora affiliata a Time Warner.
Nel 1999 la Comunità di Madrid acquisì 150 ettari per 8 milioni di euro e il parco iniziò la sua costruzione nella primavera dello stesso anno, per essere poi completata nel 2002 ad un costo di 368 milioni di euro, dei quali 160 forniti alla Comunità di Madrid.
La direzione fu lasciata a Six Flags, nonostante detenesse solo il 5% delle azioni. Il maggiore azionista rimanevala la Comunità di Madrid con il 43,5% delle azioni (Caja Madrid il 21,8%, Fadesa il 13%, El Corte Ingles il 4,3%, NH Hoteles il 4,3%).
Il Warner Bros. Movie World Madrid ha aperto il 6 aprile 2002 con ospiti speciali come Bo Derek e Christopher Lambert; tuttavia quel giorno la maggior parte delle attrazioni erano chiuse a causa della pioggia. 
Ben presto le aspettative di 3 milioni di visitatori furono ridimensionate ad un milione. La causa è da ricercare nei prezzi troppo alti e da una gestione delle code molto criticata.
Fino al 2006 il parco, rinominato Parque Warner Madrid, continuò a non generare profitto, raggiungendo anzi un debito di 240 milioni di euro (pari all'80% del suo costo iniziale). L'anno successivo, il 95% delle azioni (con il 5% ancora di proprietà Time Warner) furono acquisite dalla società di costruzioni Fadesa per 25 milioni di euro con l'accordo che le strutture sarebbero state gestite nei successivi 10 anni da Parques Reunidos, stessa azienda che possiede Mirabilandia in Italia, parco gemello di Parque Warner. La Fadesa è una società nata dal gestore del Parque de Attraciones de Madrid e dalla società americana di capitali di investimento Advent International.
La stagione 2009 ha visto due ulteriori sviluppi, uno splash battle dedicato all'Orso Yoghi (aperto con un anno di ritardo) e un nuovo rollercoaster per famiglie ispirato ai cartoni di Willy il Coyote e Beep-Beep.
Nella stagione 2011 il parco festeggia 10 anni dalla sua costruzione e celebra la più grande espansione dalla sua apertura nell'area Cartoon Village.
Nella stagione 2014, con la costruzione del parco acquatico Parque Warner Beach, gemello di MiraBeach situato a Mirabilandia, il numero di visitatori raddoppiò, rendendo il Parque Warner il ventesimo parco più visitato in Europa.
Nel 2023, dopo oltre 10 anni senza nuove attrazioni rilevanti, il parco apre il suo settimo rollercoaster, Batman Gotham City Escape, prodotto da Intamin.
Oltre al parco, il progetto prevedeva fin dall'inizio la costruzione di un parco acquatico, hotel, campi da golf, aree per lo shopping e il tempo libero e proprietà residenziali con l'intento di creare una vera e propria destinazione turistica. Da quando Six Flags ha lasciato la gestione, il progetto di espansione è stata rivisto diverse volte, anche se oggi non c'è nulla di definitivo. Le informazioni più recenti hanno indicato che parte del terreno riservato per l'espansione del resort potrebbe essere dedicato alla costruzione di case per essere in grado di recuperare parte del debito accumulato dalla società.

## Aree tematiche
Il parco è suddiviso in cinque aree tematiche:

### Hollywood Boulevard

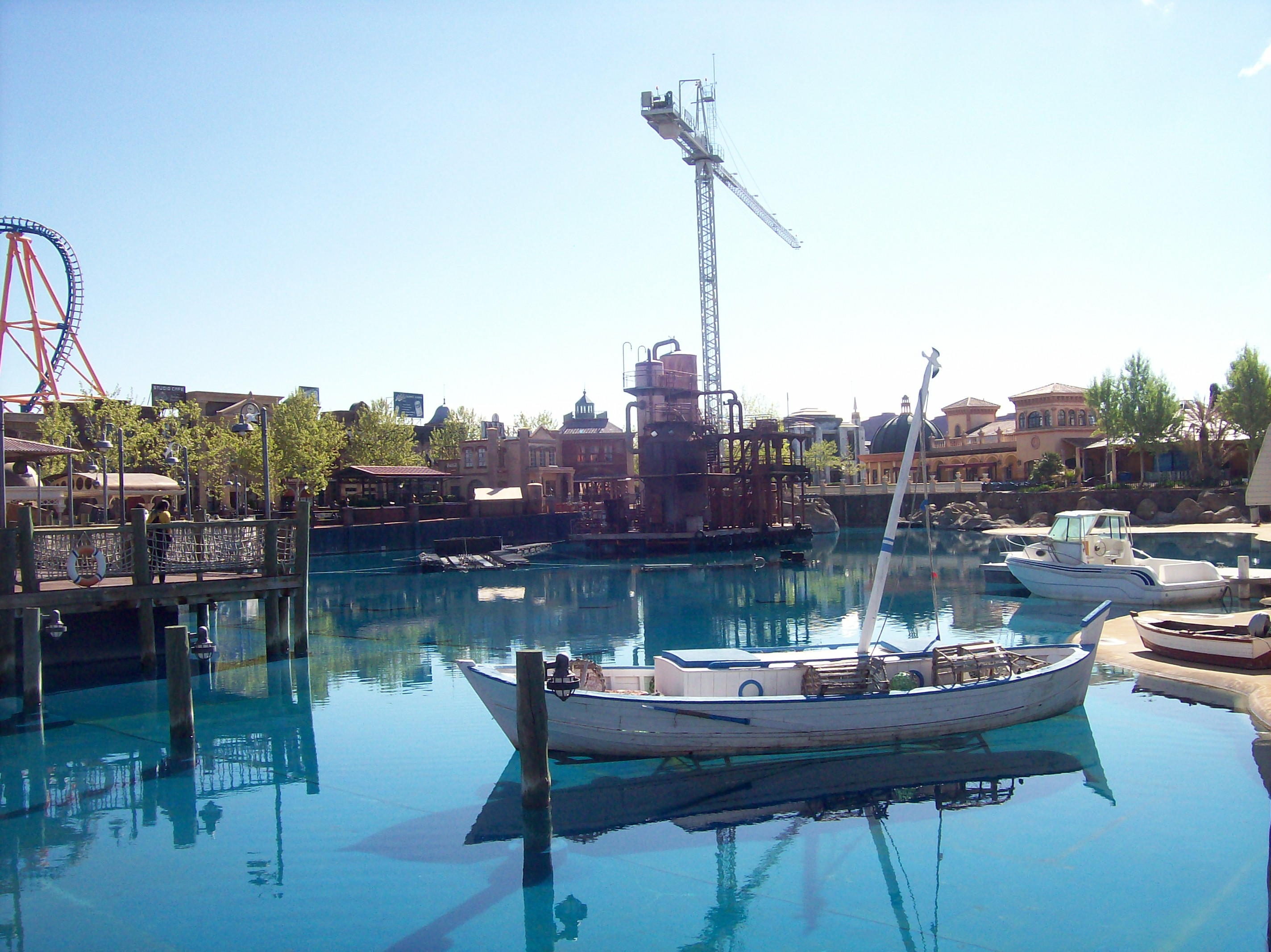
L'area Movie World Studios.

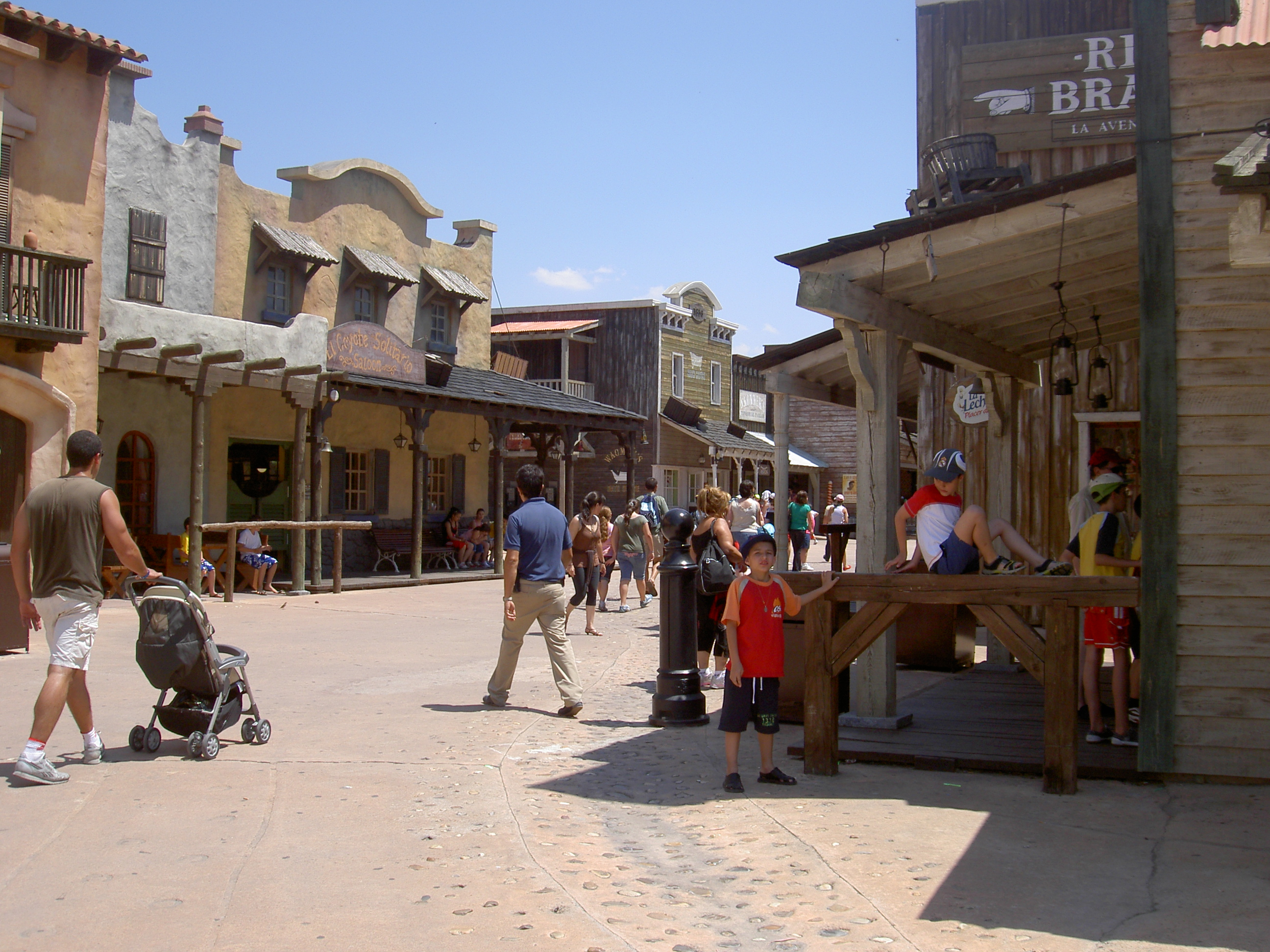
Il villaggio di Old West Territory.

È l'area di ingresso al parco. Rappresenta una via del celebre distretto di Los Angeles e comprende la riproduzione di strutture realmente esistenti, come il TCL Chinese Theater (che qui ospita un cinema 3D) e la walk of fame (qui dedicata ai personaggi Warner Bros.), oltre a diversi negozi e punti ristoro all'interno di strutture in stile art déco. Nel viale trovano posto anche la parata giornaliera e numerosi punti di incontro con i personaggi Warner e con le celebrità hollywoodiane degli anni '20.

### Movie World Studios
La seconda area a sinistra della Hollywood Boulevard rappresenta il backlot di uno studio cinematografico, caratterizzato da set cinematografici che riproducono i palazzi in mattoni di New York, un lago con attrezzi di scena e i parchi naturali californiani, ambientazione della serie animata dell'Orso Yoghi. La principale attrazione, Stunt Fall, è ispirata invece alle azioni acrobatiche degli stuntmen.

### DC Super Heroes World
L'area dedicata ai supereroi DC Comics, nella quale sono rappresentate le due principali città in cui operano Superman e Batman: Metropolis, costituita da una piazza su cui si affaccia l'edificio del giornale Daily Planet, cioè l'ingresso al rollercoaster Superman: La Attracion de Acero, e Gotham City, caratterizzata da un'atmosfera cupa e ospitante il manicomio Arkham Asylum e altre strutture ispirate principalmente al film di Tim Burton del 1989. La maggior parte delle attrazioni è dedicata infatti ai cattivi dell'universo fumettistico, come Lex Luthor, Joker e l'Enigmista. È inoltre presente l'attrazione più alta del parco e la quinta torre di caduta più alta al mondo, La Venganza del Enigma, alta 115 metri e visibile da ogni area del parco e dalle città vicine.

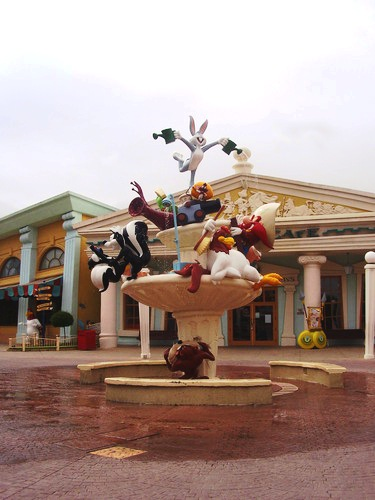
La piazza centrale di Cartoon Village.

### Old West Territory
La classica area western è presente anche a Parque Warner, con la ricostruzione di un villaggio con Saloon, cantine messicane e duelli di cowboy, un canyon nel quale è situata l'attrazione acquatica Rio Bravo, e il wooden coaster più lungo d'Europa Coaster Express, che si sviluppa nel terreno desertico che circonda il parco.

### Cartoon Village
L'area a destra della Hollywood Boulevard è dedicata ai personaggi e le ambientazioni dei Looney Tunes, e ospita la maggior parte delle attrazioni per bambini. Una zona dell'area contiene le case dei personaggi più celebri come Bugs Bunny, Titti e Silvestro e Daffy Duck, mentre la zona al confine con Old West Territory rappresenta la fabbrica dell'azienda immaginaria Acme Corporation, con un river rapid e numerose aree giochi per bambini. Con un'estensione di 5,5 ettari è l'unica area del parco ad aver ricevuto un'espansione significativa dalla sua apertura.

## Attrazioni

### Montagne russe
| Nome                            | Altezza max. (in m) | Velocità max. (in km/h) | Lunghezza (in m) | Modello                  | Casa costruttrice                     | Anno | Area                  |
| ------------------------------- | ------------------- | ----------------------- | ---------------- | ------------------------ | ------------------------------------- | ---- | --------------------- |
| Shadows of Arkham               | 32                  | 80                      | 823              | Inverted coaster         | B&M                                   | 2002 | DC Super Heroes World |
| Coaster Express                 | 36,6                | 95                      | 1 394            | Wooden coaster           | Roller Coaster Corporation of America | 2002 | Old West Territory    |
| Stunt Fall                      | 58,2                | 105,6                   | 367              | Giant inverted boomerang | Vekoma                                | 2002 | Movie World Studios   |
| Superman: La Atracción de Acero | 50                  | 100                     | 1 100            | Floorless coaster        | B&M                                   | 2002 | DC Super Heroes World |
| Tom & Jerry                     | 8                   | 36                      | 360              | Family coaster           | Zierer                                | 2002 | Cartoon Village       |
| Correcaminos Bip, Bip           | 16                  | 60                      | 480              | YoungStar coaster        | Mack Rides                            | 2009 | Cartoon Village       |
| Batman Gotham City Escape       | 45                  | 104                     | 1 010            | Multi-launched coaster   | Intamin                               | 2023 | DC Super Heroes World |

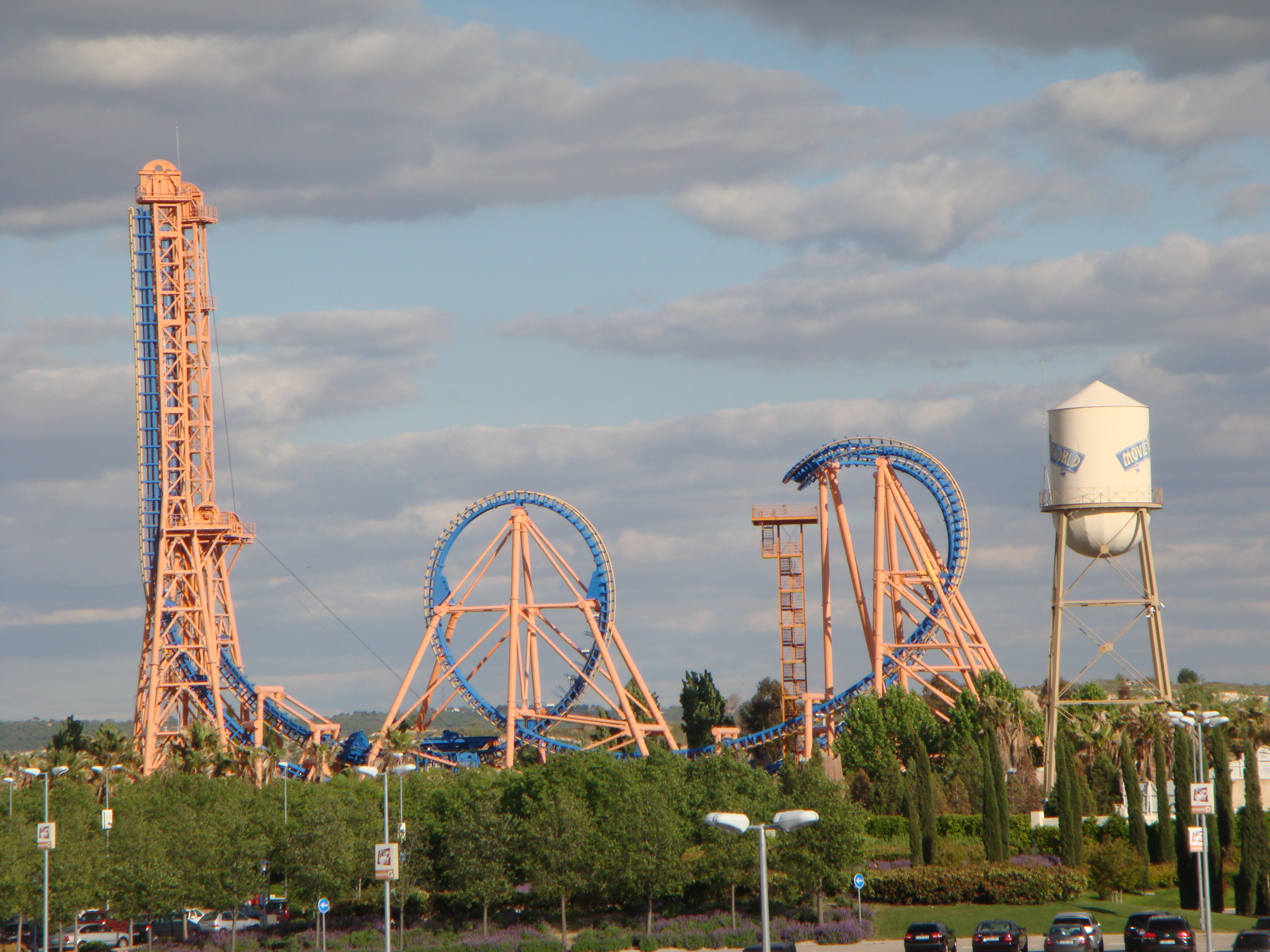
Stunt Fall (Movie World Studios)
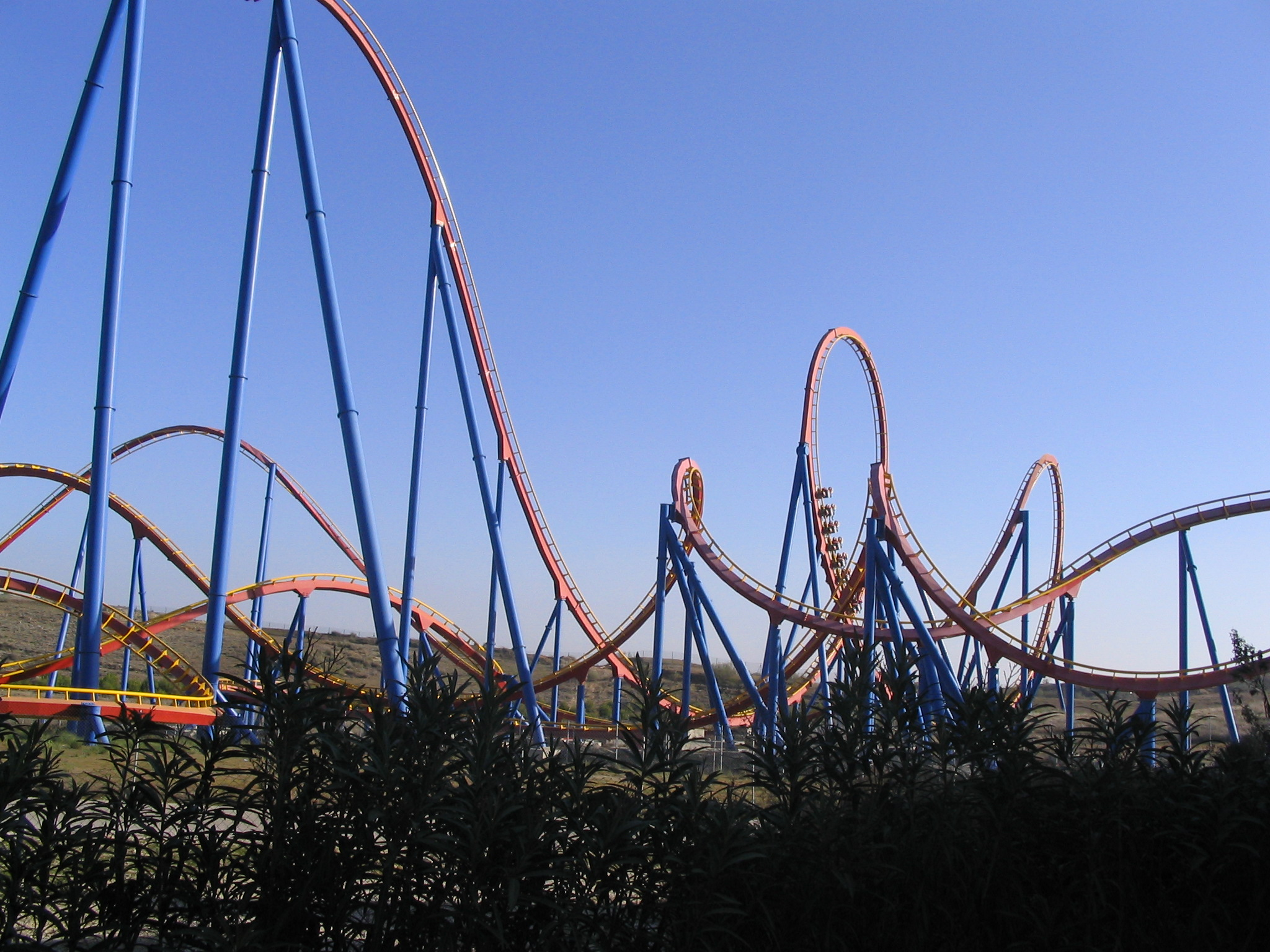
Superman: La Attración de Acero (DC Super Heroes Territory)
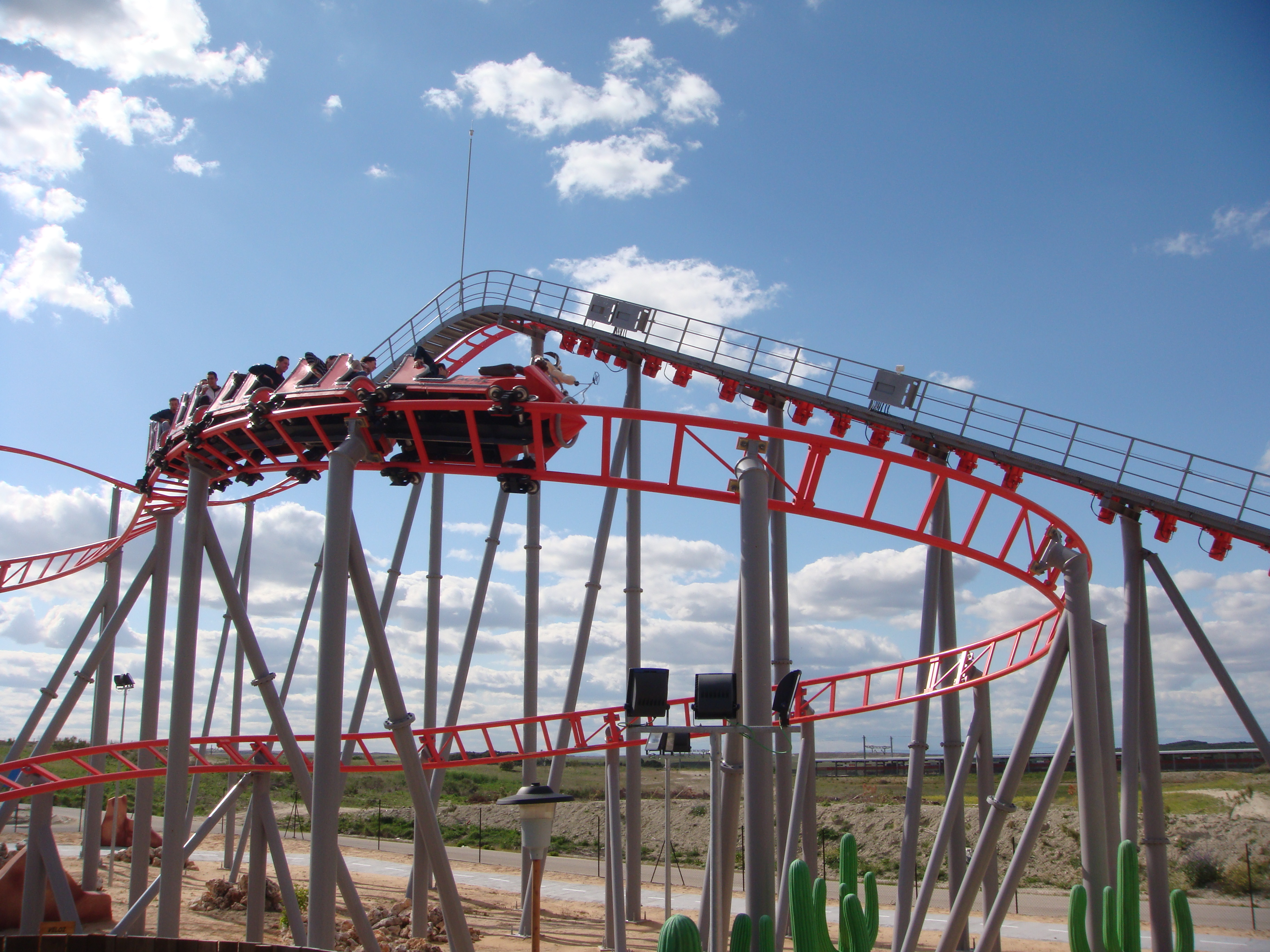
Correcaminos Bip Bip (Cartoon Village)

### Altre attrazioni
| Nome                      | Modello               | Casa costruttrice              | Anno | Area                  |
| ------------------------- | --------------------- | ------------------------------ | ---- | --------------------- |
| Cataratas Salvajes        | Spillwater            | Intamin                        | 2002 | Old West Territory    |
| Cine Tour                 | Ford T                | Martín Attraciones             | 2002 | Movie World Studios   |
| Hotel Embrujado           | Mad house             | Vekoma                         | 2002 | Movie World Studios   |
| La Venganza del Enigma    | Combo towers          | S&S                            | 2002 | DC Super Heroes World |
| Rapidos ACME              | Rapid river           | Intamin                        | 2002 | Cartoon Village       |
| Rio Bravo                 | Flume ride            | Intamin                        | 2002 | Old West Territory    |
| La Aventura de Scooby Doo | Dark ride interattiva | ETF Systems, Sally Corporation | 2005 | Cartoon Village       |
| Orso Yogui                | Splash battle         | Preston & Barbieri             | 2009 | Movie World Studios   |

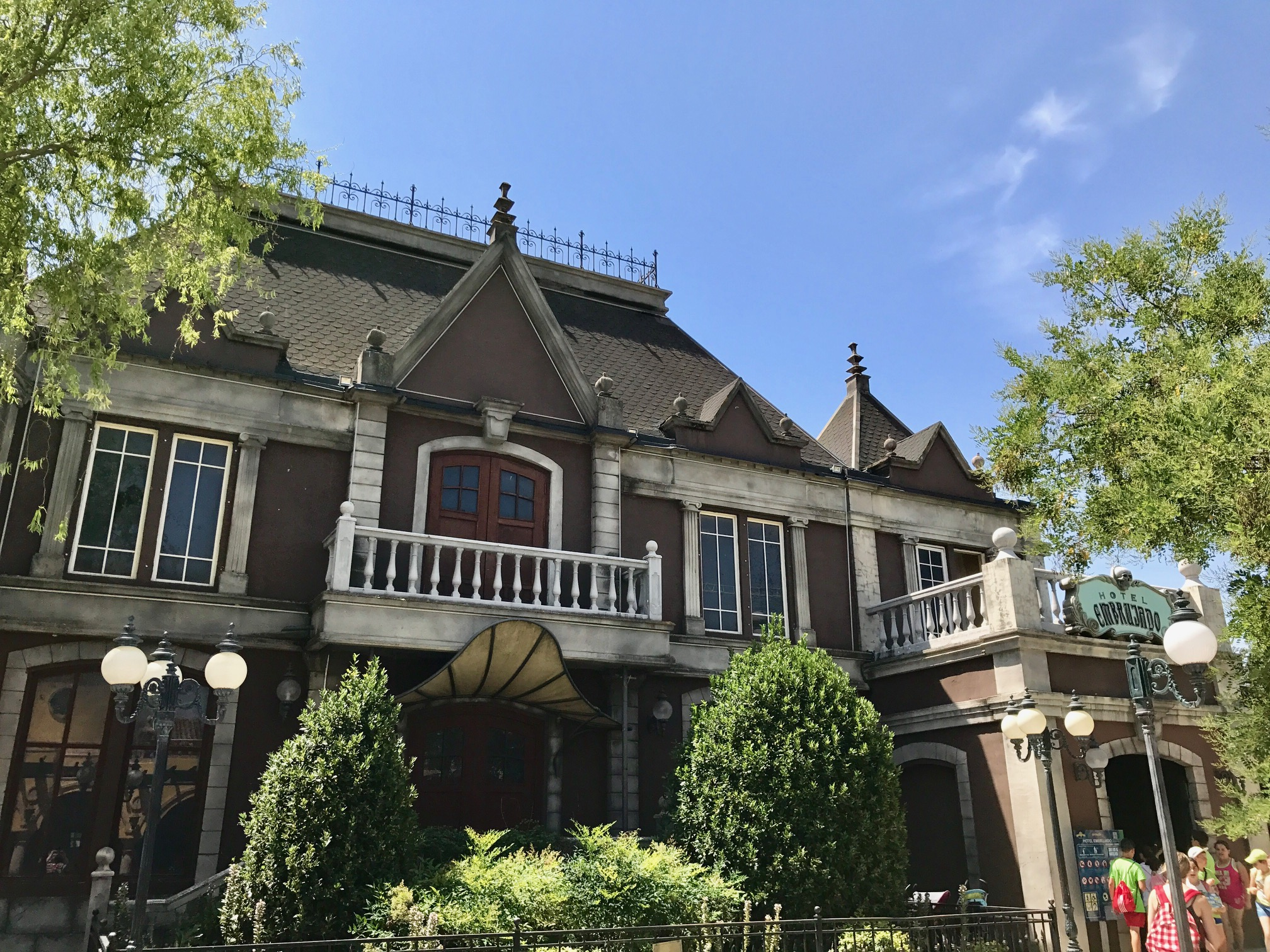
Hotel Embrujado (Movie World Studios)
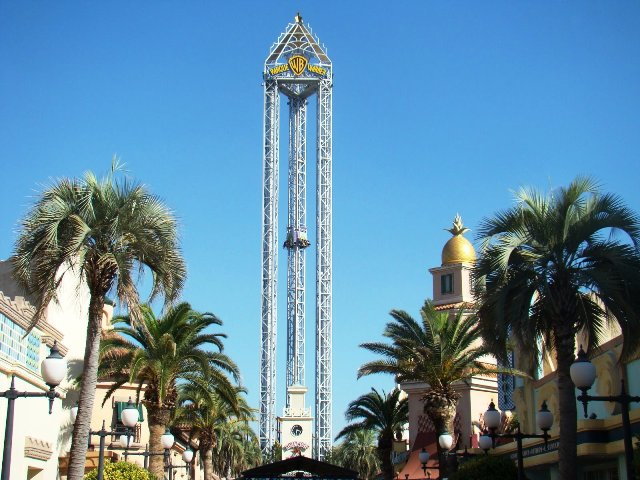
La Venganza del Enigma, alta 115 metri (DC Super Heroes World)
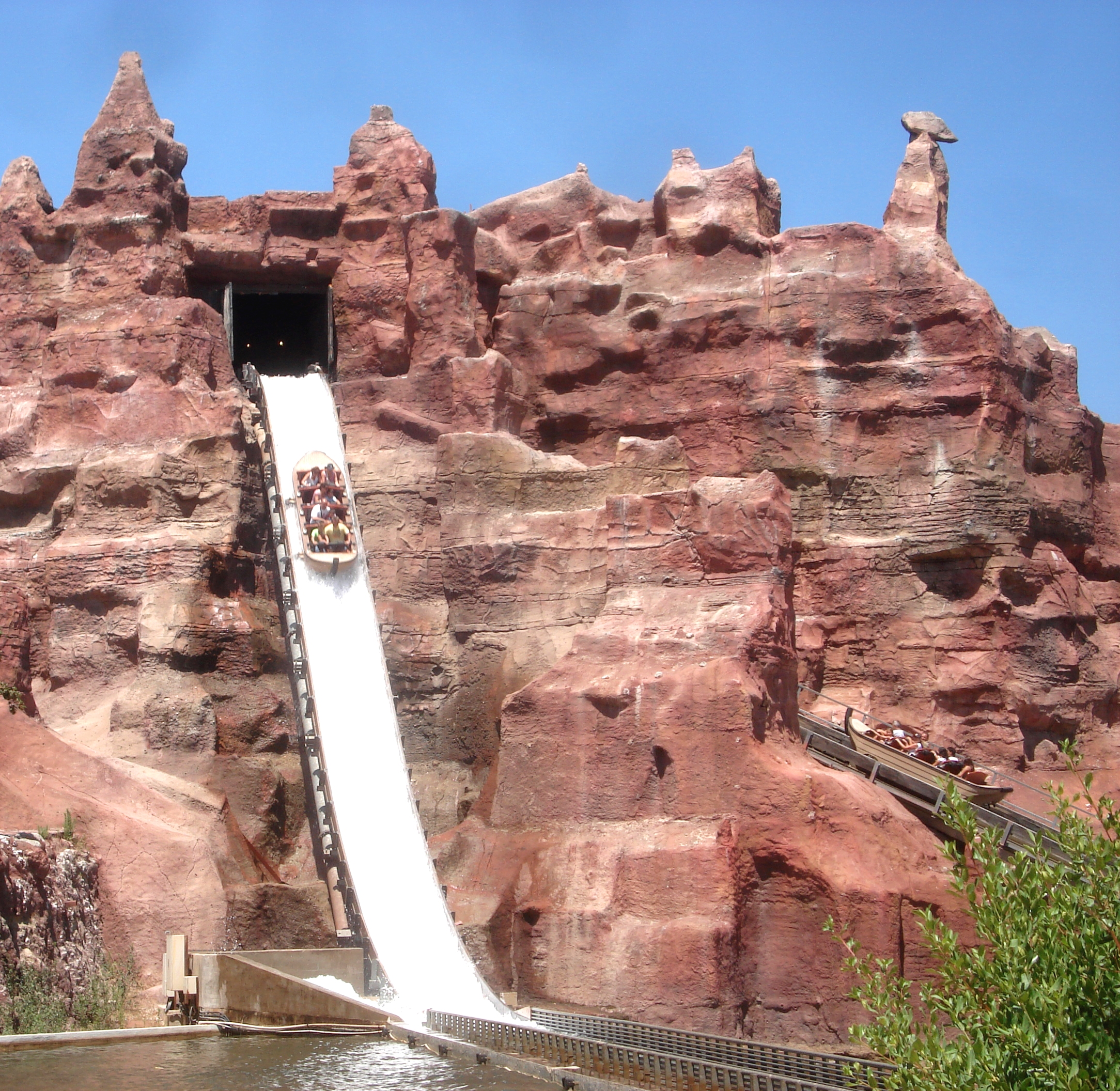
Rio Bravo (Old West Territory)

### Flat rides e attrazioni per bambini
| Nome                                  | Modello         | Casa costruttrice | Anno | Area                  |
| ------------------------------------- | --------------- | ----------------- | ---- | --------------------- |
| ACME: Juegos de Agua                  | Area giochi     | -                 | 2002 | Cartoon Village       |
| Cartoon Carrousel                     | Giostra cavalli | Zamperla          | 2002 | Cartoon Village       |
| Marvin el Marciano Cohetes Espaciales | Mini jet        | Zamperla          | 2002 | Cartoon Village       |
| Convoy de Camiones                    | Convoy          | Zamperla          | 2002 | Cartoon Village       |
| Looney Tunes Correo Aéreo             | Barnstormer     | Zamperla          | 2002 | Cartoon Village       |
| Coyote: Zona de Explosión             | Jumpin' star    | Zamperla          | 2002 | Cartoon Village       |
| Helicópteros                          | Samba tower     | Zamperla          | 2002 | Cartoon Village       |
| Las Tazas de Té de Scooby Doo         | Tazze rotanti   | Mack Rides        | 2002 | Cartoon Village       |
| Lex Luthor Invertatron                | Top spin        | Huss              | 2002 | DC Super Heroes World |
| Los Carros de la Mina                 | Breakdance      | Huss              | 2002 | Old West Territory    |
| The Joker Coches de Choque            | Bumper cars     | Zamperla          | 2002 | DC Super Heroes World |
| Pato Lucas Coches Locos               | Bumper cars     | Zamperla          | 2002 | Cartoon Village       |
| Piolín y Silvestre Paseo en Autobús   | Crazy bus       | Zamperla          | 2002 | Cartoon Village       |
| Mr.Freeze Fàbrica de Hielo            | Wave swinger    | Zierer            | 2002 | Cartoon Village       |
| Emergencias Pato Lucas                | Fire brigade    | Zamperla          | 2011 | Cartoon Village       |
| ¡A Toda Máquina!                      | Rockin' tug     | Zamperla          | 2011 | Cartoon Village       |
| Escuela de Conducción Yabba-Dabba-Doo | Scuola guida    | -                 | 2011 | Cartoon Village       |
| He visto un lindo gatito              | Kite Flyer      | Zamperla          | 2011 | Cartoon Village       |
| Academia de Pilotos Baby Looney Tunes | Monorotaia      | SBF Visa          | 2013 | Cartoon Village       |

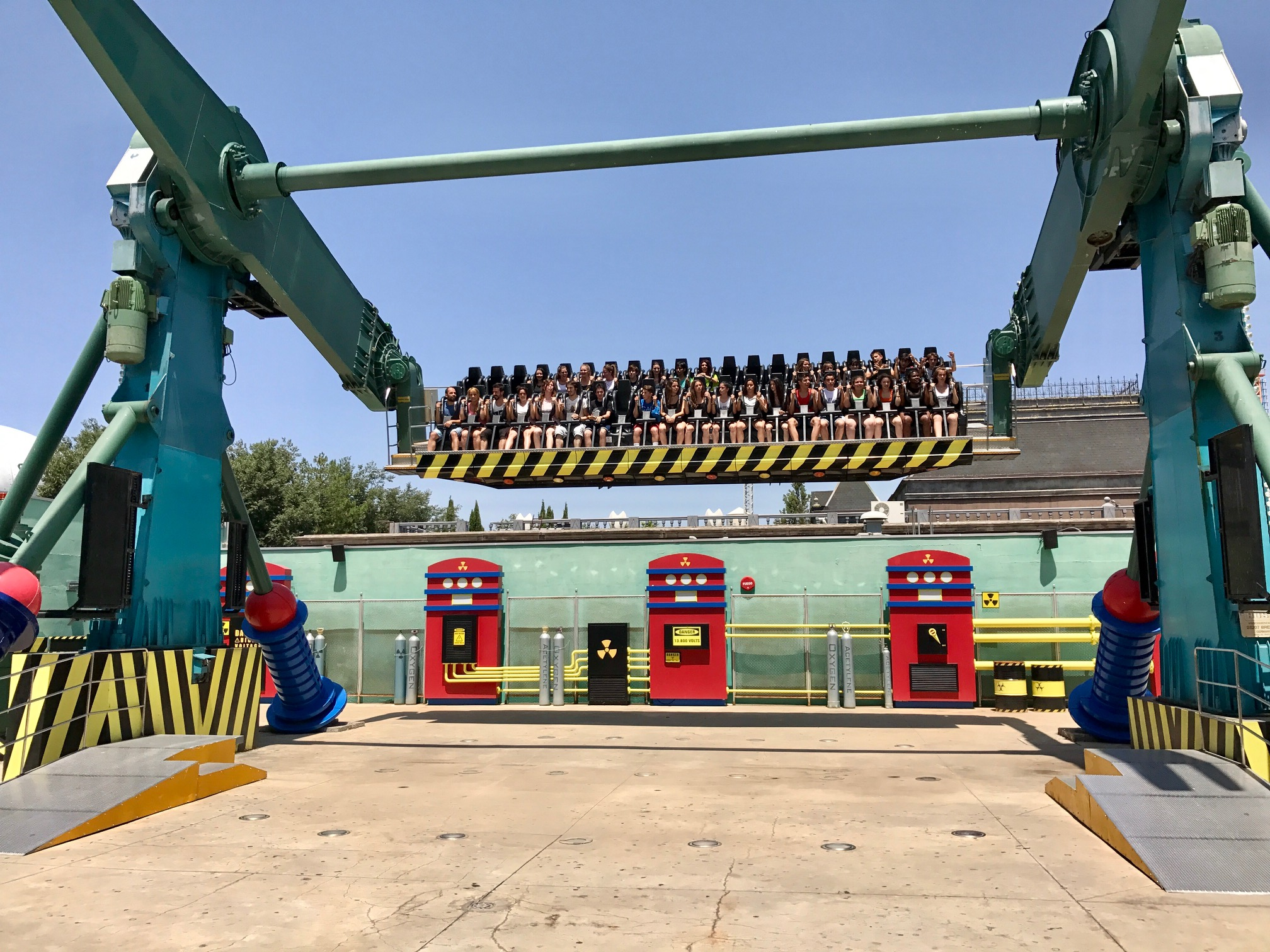
Lex Luthor Invertatron (DC Super Heroes World)
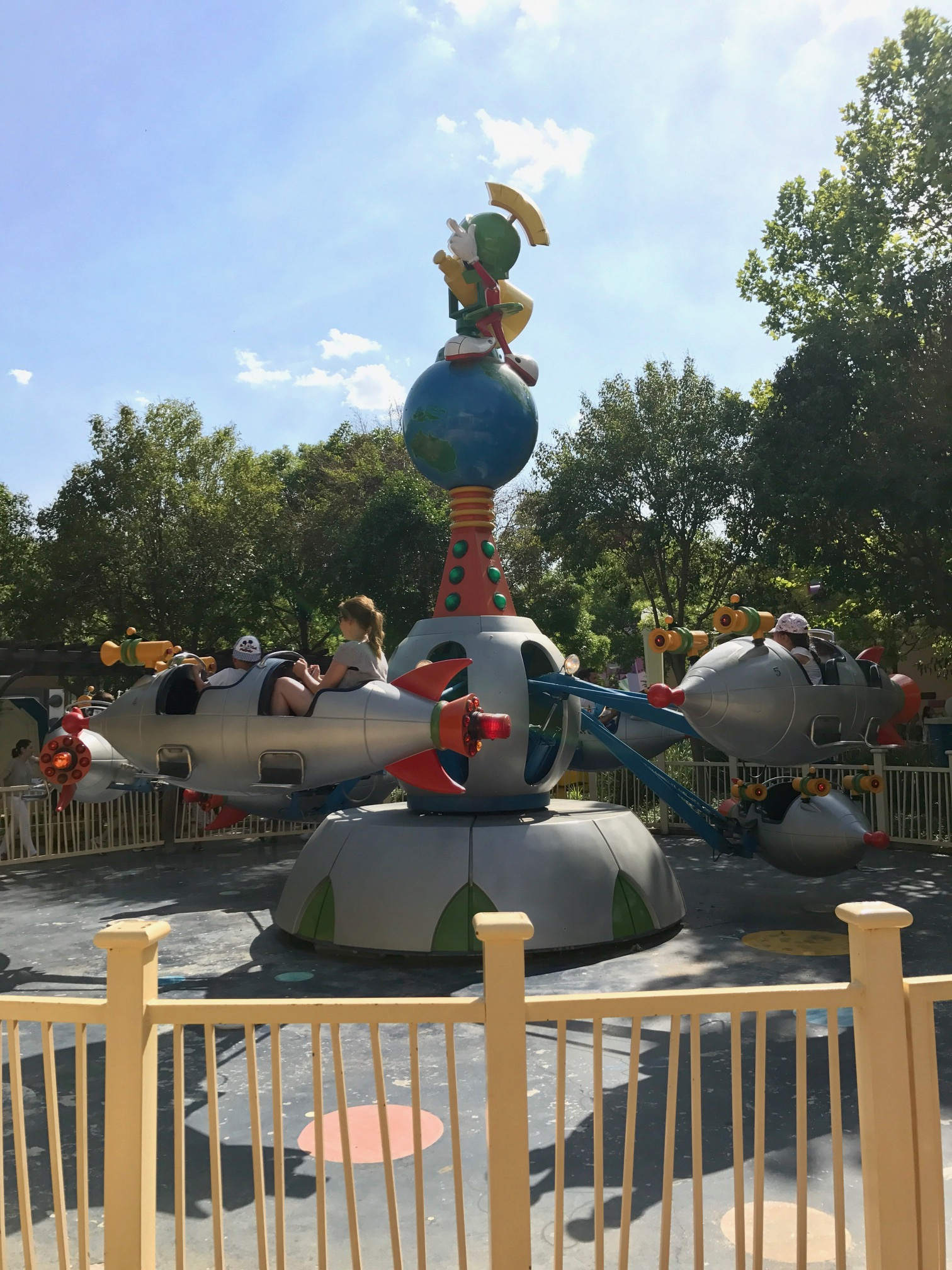
Cohetes Espaciales (Cartoon Village)

## Spettacoli
- Hollywood Boulevard: nella main street del parco va in scena lo spettacolo di benvenuto Welcome Show e la parata di chiusura Celebration Parade con tutti i personaggi del parco.
- Teatro Chino 3D: cinema tridimensionale con effetti aggiuntivi quali acqua, vento e odori. I film attualmente proiettati sono Wonder Woman 3D e Looney Tunes 3D: Coyote & Correcaminos.
- Teatro Hollywood: una replica in scala dello Studio 16 della sede Warner Bros. a Burbank, ha una capienza di 450 spettatori. Tra i musical e le produzioni teatrali proposte, la più recente (The Dreamers: El Musical) è ispirata ai film musical più celebri.
- Teatro de Especialistas: questo teatro all'aperto con 2500 posti è la sede permanente di Loca Academia de Policía, uno stunt show simile a quello presente a Movie Park Germany e Warner Bros. Movie World Australia, e vagamente ispirato alla serie di film Scuola di Polizia.
- Lago (Movie World Studios): su una superficie di 6000 m² va in scena, dal periodo estivo 2019, AQUAMAN Nighttime Spectacular, uno spettacolo notturno con laser, proiezioni, effetti pirotecnici, attori a bordo di flyboard e una trama ispirata al film Aquaman (2018).
- Piazza Gotham City: la piazza centrale della città è teatro di un meet&greet con i supereroi DC Comics e di Gotham City Stunt Show, nel quale Batman e Robin sventano l'ennesimo colpo del Joker.
- Pasaje del Terror: walkthrough horror a pagamento situato nell'area Old West Territory e con una tematizzazione periodicamente modificata. Attualmente il percorso si ispira alla serie cinematografica The Conjuring (Expedientes Warren in spagnolo).
- Wild West Live!: spettacolo all'aperto di danze a ritmo di musica western.
- Teatro Cartoon Village: ospita Looney Tunes Dance Festival, spettacolo di danza per bambini in cui sono coinvolti tutti i personaggi dei Looney Tunes.
- Case dei Looney Tunes: in Cartoon Village sono presenti la tana di Bugs Bunny, il camerino di Daffy Duck e la casa della Nonna, tutte visitabili e con la presenza fissa dei rispettivi personaggi.

## Parque Warner Beach
Il parco acquatico del complesso, aperto nel 2014 ed ampliato nel 2018, presenta 11 attrazioni, 5 punti ristoro ed un negozio. La struttura è ispirata MiraBeach aperto nel 2003 nel parco gemello italiano Mirabilandia, da cui riprende la tipologia di alcune attrazioni e la tematizzazione a tema caraibico. Vi si accede direttamente dal parco tematico, attraverso un passaggio situato tra le aree Movie World Studios e DC Super Heroes World.

### Attrazioni
| Nome                             | Anno | Descrizione |
| -------------------------------- | ---- | ----------- |
| Agua Aventura                    | 2014 |             |
| Baby Olas                        | 2014 |             |
| Playa Malibú                     | 2014 |             |
| Río Loco                         | 2014 |             |
| ¡Todos al Agua!                  | 2014 |             |
| Batman: La Sombra del Murciélago | 2018 |             |
| Harley Quinn: La Huida           | 2018 |             |
| Superman: El Vuelo               | 2018 |             |
| The Joker: El Tubo de la Risa    | 2018 |             |
| Wonder Woman: El Lazo Mágico     | 2018 |             |
| Wonder Woman: Salto al Paraíso   | 2018 |             |